# Exalphus gounellei
Exalphus gounellei es una especie de escarabajo longicornio del género Exalphus, tribu Acanthoderini, subfamilia Lamiinae. Fue descrita científicamente por Lane en 1973.
La especie se mantiene activa durante los meses de enero, octubre, noviembre y diciembre.

## Descripción
Mide 7-12,75 milímetros de longitud.

## Distribución
Se distribuye por Argentina, Bolivia, Brasil, Paraguay y Perú.